# Álvaro Aguilera Fauró
Luis Álvaro Aguilera Fauró (Madrid, 1985) és un guionista, escriptor, professor i polític espanyol, secretari general del Partit Comunista de Madrid (PCM) des de 2014.
Nascut el 1985 a Madrid, es va criar al barri d'Águilas. Va obtenir una diplomatura en 2005 com a guionista a l'Escola del Cinema i l'Audiovisual de Madrid (ECAM). Aguilera, que ha treballat com a guionista i com a professor de literatura i cinema, va encapçalar la candidatura d'Esquerra Unida-Els Verds (IU-LV) a les eleccions municipals de 2011 a Brunete. Regidor de l'Ajuntament de Brunete, va ser escollit en 2014 secretari general del PCM en el seu IX Congrés. Va ser reelegit al desembre de 2017 en el marc del X Congrés de la formació.

## Obres
- Aguilera, Álvaro. Plato de mal gusto.  Akal, 2017.[9]